# Raymondia planiceps
Raymondia planiceps är en tvåvingeart som beskrevs av Jobling 1930. Raymondia planiceps ingår i släktet Raymondia och familjen lusflugor.
Artens utbredningsområde är Kenya. Inga underarter finns listade i Catalogue of Life.